# 瀬戸桃子
瀬戸 桃子（せと ももこ、2004年8月17日 - ）は、日本の女性声優。埼玉県出身。トイズファクトリー所属。

## 経歴
高校生の時、ヒューマンアカデミーに入所。その後、同校の在校生限定オーディションに合格し、在学中にテレビアニメ『ライアー・ライアー』の多々良楓花役でデビューを果たし、2022年よりDigital Double所属となる。2024年5月15日付でDigital Doubleを退所、フリー期間を経て、同年7月22日付でHIGH PINEに所属。
2025年5月31日付でHIGH PINEを退所、翌6月1日付でトイズファクトリーへ移籍した。

## 人物
趣味は絵を描くこと、歌うこと。特技は楽器演奏（アルトサックス）、『スプラトゥーン2』。
猫のこてつを飼っている。
地元エピソードとして幼少期に学校で忍者体験の時間があったと話している。

## 出演
太字はメインキャラクター。

### テレビアニメ
2023年
- テクノロイド オーバーマインド（子犬）
- ライアー・ライアー（多々良楓花）

2024年
- 結婚指輪物語（女猫人）
- 望まぬ不死の冒険者（村の子供、子供）
- ブルーアーカイブ The Animation（ヘルメット団、ゲヘナ風紀委員）
- VTuberなんだが配信切り忘れたら伝説になってた（女子高生）
- ねこに転生したおじさん（2024年 - 2025年、TVナレーター、女性社員）

2025年
- ボールパークでつかまえて!（こころ）
- ウマ娘 シンデレラグレイ（ベルノライト）
- スライム倒して300年、知らないうちにレベルMAXになってました ～そのに～（信徒B）
- 気絶勇者と暗殺姫（少女）

2026年
- 真夜中ハートチューン（井ノ華六花）

### Webアニメ
- アークナイツ「リー探偵事務所」第1話（女性ガヤ）

### ゲーム
- Engage Kill（時期不明、施設の子供A[1]）
- AI開発用ゲーム「名探偵モカ」（2023年、モカ[25]）

### ドラマCD
- ブレイド＆バスタード3 -金剛石の騎士の帰還-（2023年、冒険者B）

### インターネット番組
- ゲームのお天気お姉さん（2022年 - 、ニコニコ生放送・YouTube、メインMC[2][26]）

### 舞台・朗読劇
- ネコたん！〜猫町怪異奇譚〜（2024年5月12日、財部梨杏[27][28]）
- 麗和落語～二〇二四 春の陣～　第一陣（2024年12月7日、彩り人[29]）

### その他コンテンツ
- ボイスドラマ「スーパーエマ大戦」（2023年、聖アイリス生A、ささら[30]）

## ディスコグラフィ

### キャラクターソング
| 発売日        | 商品名                             | 歌 | 楽曲                                   | 備考                                                        |
| ------------- | ---------------------------------- | --- | -------------------------------------- | ----------------------------------------------------------- |
| 2025年4月16日 | ボールパークでShake！Don't Shake！ | ルリコ（ファイルーズあい）、こひなた（内田真礼）、アオナ（長谷川育美）、こころ（瀬戸桃子）、サラ（相良茉優） | 「ボールパークでShake！Don't Shake！」 | テレビアニメ『ボールパークでつかまえて!』エンディングテーマ |